# La Pouge
La Pouge ist eine Gemeinde im Zentralmassiv in Frankreich. Sie gehört zur Region Nouvelle-Aquitaine, zum Département Creuse, zum Arrondissement Guéret und zum Kanton Ahun. Sie grenzt im Norden und Nordosten an Saint-Georges-la-Pouge, im Südosten und Süden an Chavanat, im Südwesten an Vidaillat sowie im Westen an Saint-Hilaire-le-Château.

## Bevölkerungsentwicklung

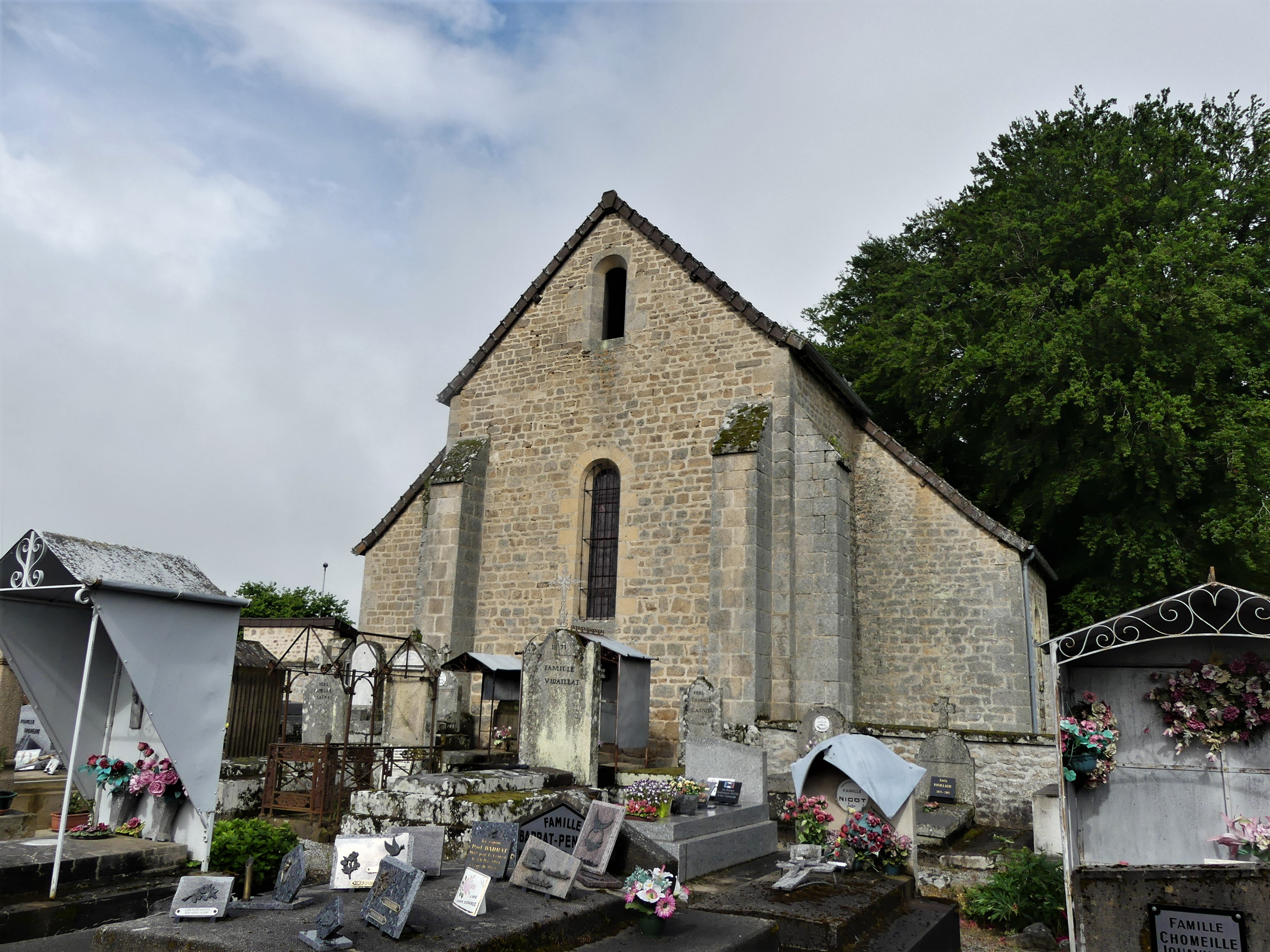
Kirche Saint-Jacques

| Jahr      | 1962 | 1968 | 1975 | 1982 | 1990 | 1999 | 2008 | 2016 |
| --------- | ---- | ---- | ---- | ---- | ---- | ---- | ---- | ---- |
| Einwohner | 142  | 119  | 111  | 110  | 87   | 78   | 79   | 87   |